# Lualabaea
Lualabaea is een geslacht van uitgestorven coelacanthen, behorend tot de familie Mawsoniidae, die de twee soorten Lualabaea lerichei en Lualabaea henryi omvat. Het is gevonden in afzettingen uit het Laat-Jura of Berriasien in de Democratische Republiek Congo.